# Nicole Aniston
Nicole Aniston, vlastním jménem Ashley Nicole Miller, (* 9. září 1987 San Diego, Kalifornie) je americká pornoherečka. V roce 2013 se stala „Pet of the Year“ (anglicky „Mazlíčkem roku“) erotického časopisu Penthouse.

## Kariéra
První pornografický film natočila pro studio Sticky Video v roce 2009 ve věku 21 let. V roce 2010 začala pracovat pro společnost Reality Kings. V říjnu téhož roku Aniston hrála ve scéně Cum Catcher uvedené společností Reality Kings a v listopadu ve skupinové scéně All Hunnies společně s Rebecou Linares a Billem Baileym opět uvedené společností Reality Kings. Od této doby se Aniston začala objevovat v široké škále populárních pornoprodukcí. Její scéna Big Tit Creampie #13 s Mikem Adrianem z roku 2011 byla během 30. ročníku udílení AVN Awards oceněna cenou v kategorii „Best Internal Release“. Film Hard Bodies společnosti Elegant Angel z roku 2011 byl nominován na cenu v kategorii „Best All-Sex Release“ během 29. ročníku udílení AVN Awards a na cenu v kategorii „Gonzo Release of the Year“ během udílení cen XBIZ Awards v roce 2012. Její skupinová scéna s Angel Vain, Buddy Davis a Pauly Harker ve filmu Ass Parade #32 společnosti Bang Bros z roku 2011 byla nominována na cenu v kategorii „All-Sex Release of the Year“ během udílení XBIZ Awards v roce 2012 a její skupinová scéna s Anissou Kate, Misty Stone, Skin Diamond a Karlem Karrerou ve filmu In Bed With Katsuni z roku 2012 byla nominována na cenu v kategorii „Best Gonzo Movie“ během udílení Erotic Lounge Awards v roce 2012 a na cenu v kategorii „European Non-Feature Release of the Year” během udílení XBIZ Awards v roce 2013.
Na začátku roku 2012 Aniston začala pracovat jako modelka pro časopis Penthouse. V srpnu téhož roku se stala Pet of the Month a v roce 2013 Pet of the Year.
V roce 2012 Aniston začala pracovat pro společnost Brazzers. Svou první scénu pro tuto společnost natočila společně s Johnnym Sinsem. V prosinci téhož roku natočila společně s Chanel Preston, Krissy Lynn, Tanyou Tate a Keiranem Leem skupinovou scénu Office 4-Play: Christmas Eve Edition!.
V roce 2013 Aniston spustila své vlastní oficiální webové stránky nicoleaniston.com. Stránky za dobu své existence vyhrály již několik cen např. v kategoriích „Most outrageous site“, „Best Pornstar site“ či „Best Web director“ během udílení AVN Awards.
V roce 2017 se Aniston zúčastnila 2. sezóny webové série Brazzers House představující fanouškům jak to vypadá, když 10 předních pornohvězd žije společně v jedné sídle. Fanoušci průběžně hlasovali pro své oblíbené soutěžící, přičemž nakonec si účastník s nejvyšším počtem obdržených hlasů odnesl hlavní výhru ve výši 20 000 dolarů. Aniston se dostala až do finále, kde se zúčastnila skupinové sexuální scény Brazzers House 2 Finale s Abellou Danger, Kelsi Monroe, Monique Alexander, Skylou Novea, Charlesem Derou, Dannym Mountainem, Isiahem Maxwellem, J. Macem, Keiranem Leem, Rickym Johnsonem a Xanderem Corvusem. Závěrečná scéna Brazzers House #2 z roku 2018 byla nominována na cenu v kategorii „Best Gonzo Movie“ během 36. ročníku udílení AVN Awards.
V roce 2018 se Aniston spojila se společností Fleshlight, aby vyvinuly realistickou erotickou pomůcku založenou na Aniston. Téhož roku byla Aniston vybrána jako Vixen Angel. Aniston se také věnuje tanci; v letech 2017–2019 vystupovala v (strip)klubech po celých USA.

### Parodie
V průběhu let si Aniston získala globální fanouškovskou základnu díky svým několika pornoparodickým scénám. V roce 2011 hrála v parodii filmu Flashdance OMG…It’s The Flashdance XXX Parody, která byla nominována na cenu v kategorii „Best Music Soundtrack“ během 30. ročníku udílení AVN Awards v roce 2013. V roce 2012 hrála v parodii Spartacus MMXII: The Beginning, která vyhrála cenu v kategorii „Best Parody: Drama“ během 30. ročníku udílení AVN Awards v roce 2013. Téhož roku také hrála v parodii This Ain’t The Smurfs XXX, která byla nominována na cenu v kategorii „Best 3D Release“ během udílení AVN Awards a XRCO Awards v roce 2013 a v parodii Xena XXX: An Exquisite Films Parody, která byla nominována na cenu v kategorii „Adult Parody of the Year“ během udílení Sex Awards v roce 2013.
Jednou z jejích nejpopulárnějších parodií je Men In Black: A Hardcore Parody z produkce společnosti Wicked Pictures (2012). Scéna z této sci-fi režírované Bradem Armstrongem, v níž kromě Aniston hrají také Kaylani Lei a režisér filmu Brad Armstrong, byla nominována na cenu v kategorii „Most Outrageous Sex Scene“ během 30. ročníku udílení AVN Awards v roce 2013. Mnoho scén z tohoto filmu bylo v roce 2016 uvedeno v kompilaci Brazzers Presents: The Parodies #6 společnosti Brazzers, která byla nominována na cenu v kategorii for „Best Parody“ během 35. ročníku udílení AVN Awards v roce 2018.

## Osobní život
Je smíšeného německého a řeckého původu. Aniston je otevřeným poživatelem konopí, dokonce jej někdy kouřila i během natáčení. Je zastánkyní dekriminalizace neléčebného i léčebného konopí v USA.

## Ocenění
- 2025 XMA Award – Best Sex Scene – Virtual Reality – Palm Royale (společně s Romi Rain, Blake Blossom a Ryanem Drillerem)[13]